# Einstürzende Neubauten
Einstürzende Neubauten – zespół muzyczny założony w Berlinie Zachodnim 1 kwietnia 1980 przez Blixę Bargelda i N.U. Unruha.

## Twórczość
Einstürzende Neubauten eksperymentują z konstruowanymi przez siebie instrumentami muzycznymi, używają także klasycznych: gitar, perkusji oraz samplerów i komputerów. Na najwcześniejszych albumach bardzo często można usłyszeć np. tłuczone szkło, blachę falistą, pompowaną wodę, czy odgłosy uderzania ludzkich dłoni w surowe mięso. Przełomem był album Halber Mensch, od którego utwory EN zaczęły uzyskiwać nieco bardziej klasyczną konstrukcję. Do dźwiękowego kolażu wokalista dodaje swoją śpiewaną, recytowaną, wykrzykiwaną poezję. Blixa Bargeld (do 2003 również gitarzysta Nick Cave and the Bad Seeds) bardzo często tworzy nowe słowa, lub bawi się zbieżnościami między znaczeniami lub brzmieniem słów (poezja lingwistyczna). Utwory EN są niespokojne, ciemne, nihilistyczne, często melancholijne. Od albumu Ende Neu coraz większą rolę odgrywa elektronika, melancholia i melodia.
Większość tekstów nagrywana jest po niemiecku, choć wraz ze wzrostem popularności EN nagrywali także ich angielskie wersje lub powstawały całkiem nowe utwory pisane w tym języku. Tekst często oparty jest na jednym ciekawym pomyśle, który rozwijany jest przez kilka zwrotek (np.: Haus der Lüge, Was ist ist).
W 2002 roku zespół rozpoczął pracę nad albumem, który miałby zostać wydany bez udziału wytwórni płytowej. Około 2000 fanów wpłaciło po 35 dolarów, za co otrzymali m.in. albumy z muzyką i adres mailowy w domenie neubauten.org. Dzięki webcastom mogli obserwować przebieg pracy nad płytą. Ostatecznie Perpetuum Mobile ukazał się nakładem Mute Records. Album Alles wieder offen wydany został przez wytwórnię zespołu, Potomak.

## Skład
- Blixa Bargeld
- N.U. Unruh
- Alexander Hacke (od 1983)
- Jochen Arbeit (od 1997)
- Rudi Moser (od 1997)
- F.M. Einheit (od 1981 do 1995)
- Marc Chung (od 1981 do 1994)
- Ash Wednesday (1997–2014, tylko live)
- Felix Gebhardt (od XI 2014, tylko live)

## Dyskografia

### Albumy
- 1981 – Kollaps
- 1983 – Zeichnungen des Patienten O.T.
- 1985 – Halber Mensch
- 1987 – Fünf auf der nach oben offenen Richterskala
- 1989 – Haus der Lüge
- 1993 – Tabula Rasa
- 1996 – Ende Neu
- 2000 – Silence Is Sexy
- 2004 – Perpetuum Mobile
- 2007 – Alles wieder offen
- 2014 – Lament
- 2020 – Alles in Allem
- 2024 – Rampen

### SeriaMusterhaus
- 2005 – Anarchitektur
- 2005 – Unglaublicher Lärm
- 2005 – Solo Bassfeder
- 2006 – Redux Orchestra Versus Einstürzende Neubauten
- 2006 – Kassetten
- 2006 – Klaviermusik
- 2006 – Stimmen Reste
- 2007 – Weingeister

### Pozostałe albumy
- 1980 – Moon, 1. April
- 1980 – Chaos → Sehnsucht / Energie
- 1980 – Stahlmusik
- 1981 – Live in Berlin 1981
- 1982 – Stahldubversions
- 1982 – Live: Aufnahmen 07/81 bis 02/82
- 1984 – 2x4 (live)
- 1991 – Die Hamletmaschine
- 1996 – Faustmusik
- 1997 – Ende Neu Remixes
- 2000 – 9-15-2000, Brussels
- 2001 – Berlin Babylon
- 2003 – Gemini (live)
- 2004 – Supporter Album #1
- 2004 – Perpetuum Mobile Tour – albumy koncertowe
- 2004 – Grundstueck – albumy koncertowe
- 2005 – Grundstück
- 2005 – 25th Anniversary Tour – albumy koncertowe
- 2006 – Alles was irgendwie nützt – live
- 2006-07 – Jewels – pojedyncze utwory do ściągnięcia tylko dla supporterów fazy 3.; wydane później na CD
- 2007 – albumy koncertowe z kwietniowej minitrasy
- 2007 – Palast der Republik

### Kompilacje
- 1984 – Strategies Against Architecture
- 1991 – Strategies Against Architecture 2
- 1994 – Tri-Set – edycja limitowana, zawiera Interim, Tabula Rasa, Malediction oraz bonusowe utwory i komentarze muzyków
- 2001 – Strategies Against Architecture 3
- 2004 – Kalte Sterne: Early Recordings
- 2005 – 25th Anniversary Tour 2005 – nagrania z trasy skompletowane na dysku twardym; edycja limitowana
- 2005 – Perpetuum Mobile Tour 2004 – walizka zawierająca wszystkie płyty koncertowe z trasy Perpetuum Mobile; edycja limitowana
- 2010 – Strategies Against Architecture IV
- 2016 – Greatest Hits

### EP
- 1981 – Kalte Sterne
- 1982 – Thirsty Animal (Einstürzende Neubauten & Lydia Lunch)
- 1993 – Interim
- 1993 – Malediction
- 1999 – Total Eclipse of the Sun

### Single
- 1980 – Für den Untergang
- 1982 – Thirsty Animal
- 1985 – Yü-Gung
- 1985 – Das Schaben (dostępny z pierwszymi wydaniami albumu Halber Mensch)
- 1990 – Feurio!
- 1993 – Nag Nag Nag
- 1996 – Stella Maris
- 1997 – NNNAAAMMM Remixes by Darkus
- 2000 – Silence Is Sexy Album Sampler (promo)
- 2004 – Perpetuum Mobile
- 2007 – Weil weil weil

### Muzyka filmowa
- utwór – Sand (znajdujący się jednocześnie na singlu Yü-Gung i płycie Halber Mensch) – wykorzystano w filmie Życie za życie (oryg. The Life of David Gale) w reżyserii Alana Parkera.
- utwór „Armenia” – (płyta Zeichnungen des Patienten O. T., 1983) – film Gorączka (Heat) z 1995 roku – reżyseria Michael Mann, w obsadzie, m.in.: Al Pacino, Robert de Niro. Sam utwór niesamowicie potęguje atmosferę osaczenia i napięcia w scenie „pojedynku” głównych bohaterów.